# Bryidae
Sous-classe
Les Bryidae sont une sous-classe végétale de mousses.
On retrouve la plupart des espèces de mousses, environ 9 500, dans la sous-classe des Bryidae ; on les appelle aussi "vraies mousses".

## Habitat
On retrouve les Bryidae principalement en milieux tempérés et tropicaux humides. Certaines espèces croissent en Arctique et en Antarctique.

## Morphologie
Le sporophyte des mousses est attaché au gamétophyte qu'il parasite, tout comme chez les anthocérotes et les hépatiques. Il est composé d'une capsule (ou sporange) qui est généralement portée par une soie qui facilite la dispersion des spores. Un calyptre recouvre partiellement ou complètement la capsule chez certaines espèces. Une structure particulière aux Bryidae, appelé péristome, est utilisée pour la classification et l'identification des mousses. Il est formé d'un anneau de dents qui sont produites par mouvements hygroscopiques lors de périodes sèches.
Lorsqu'il est jeune, le sporophyte est photosynthétique mais il perd cette caractéristique à maturité.
Le gamétophyte croît par méristème apical et porte des feuilles monostratifiées avec une nervure médiane. Des lames assimilatrices, qui permettent de maximiser la photosynthèse et de favoriser les échanges gazeux, sont présentes au sein des feuilles. La surface supérieure de ces dernières est cutinisée.

## Reproduction
La reproduction sexuée des mousses est semblable à celle des autres bryophytes.

## Ordres
- Super-ordre Bryanae
  - ordre Bartramiales
  - ordre Bryales
  - ordre Hedwigiales
  - ordre Orthotrichales
  - ordre Rhizogoniales
  - ordre Splachnales
- Super-ordre Hypnanae
  - ordre Hookeriales
  - ordre Hypnales
  - ordre Hypnodendrales
  - ordre Ptychomniales